# Agnès van Zanten
Agnès Henriot-van Zanten, née le 7 mai 1957, est une sociologue de l'éducation et directrice de recherche au CNRS française, spécialiste des questions d'éducation.

## Biographie
Née au Venezuela, où elle commence ses études secondaires, Agnès van Zanten obtient son baccalauréat à Thonon-les-Bains, puis elle réalise un master en sociologie et anthropologie de l'éducation à l'université Stanford. Elle soutient en 1987 une thèse en sciences de l'éducation intitulée L'École et le milieu local, sous la direction de Viviane Isambert-Jamati, à l'université Paris-Descartes,. Elle est nommée chargée de recherche au CNRS en 1989, et est promue directrice de recherche en 2002. Ell est membre de l'Observatoire sociologique du changement, un laboratoire de l'Institut d'études politiques de Paris. Elle dirige la collection Éducation et société aux PUF.

## Activités de recherche et éditoriales
Ses recherches mettent notamment en lumière le fonctionnement inégalitaire et élitiste du système éducatif français,,. Elle s'intéresse à la formation des élites et à l'accès à l'enseignement supérieur.
Elle publie en 1990 sa thèse, sous l'intitulé L'école et l'espace local : les enjeux des zones d'éducation prioritaires, puis en 2001, L’École de la périphérie. Scolarité et ségrégation en banlieue,. Elle dirige en 2008 un Dictionnaire de l'éducation. Dans l'ouvrage Choisir son école. Stratégies familiales et médiations locales, elle étudie le processus de choix d’établissement des familles, au moment du passage de leur enfant de l'école primaire à l'enseignement secondaire.

## Distinctions
- Chevalière de la Légion d'honneur (2013).
- 2013 : docteure honoris causa de l'université de Turku[16]
- 2016 : docteure honoris causa de l'université de Genève[17]
- 2017 : médaille d'argent du CNRS[18]
- 2017 : Membre correspondant (Corresponding Fellow) de la British Academy[16]
- 2018 : docteure honoris causa de l'université libre de Bruxelles[19]

## Publications
- avec Marie Duru-Bellat et Géraldine Farges, Sociologie de l'école, Armand Colin, 5e édition, 2018  (ISBN 9782200621636)[20]
- (coll.) Quand l'école se mobilise, avec Marie-France Grospiron, Martine Kherroubi et André D. Robert, Paris, La Dispute, 2002[21]
- L'École de la périphérie: scolarité et ségrégation en banlieue, Puf, 2012  (ISBN 9782130594482)[22]
- avec Patrick Rayou, Enquête sur les nouveaux enseignants: changeront-ils l'école?. Bayard Jeunesse, 2004.
- (dir.) Dictionnaire de l’éducation, Puf, 2008
- Choisir son école. Stratégies familiales et mediations locales, Paris, Puf, coll. « Le lien social », 2009.
- (dir.) avec Marie Duru-Bellat, Sociologie du système éducatif. Les inégalités scolaires, Paris, Presses universitaires de France, coll. « Licence », 2009.
- « Le choix des autres. Jugements, stratégies et ségrégations scolaires », Actes de la recherche en sciences sociales, no 180, 2009, p. 25-34, [lire en ligne].
- « New positive discrimination policies in basic and higher education: from the quest of social justice to optimal mobilisation of human resources?», in Simons M., Olseen M., Peters M. (eds.) Re-reading education policies: studying the policy agenda of the 21st century, Louvain, Sense Publishers, 2009.
- « The Sociology of Elite Education », in Apple M., Ball S., Gandin L.A. International Handbook of the Sociology of Education, Londres/New York, Routledge, 2009.
- avec J.P. Obin , La carte scolaire, Paris, Puf, coll. « Que sais je ? », Seconde édition, 2010[23]
- (dir.) avec J. Dronkers & G. Felouzis, Education markets and school choice. Educational Research and Evaluation, vol. 16, 2010.
- (dir.) avec D. Sabbagh, Diversité et formation des élites: une perspective transatlantique , Sociétés contemporaines, no 78, 2010.
- « L’ouverture sociale des grandes écoles : Diversification des élites ou renouveau des politiques publiques d’éducation ? », Sociétés contemporaines, no 79, 2010, p. 69-95 [lire en ligne]
- avec Patrick Rayou, Les 100 mots de l'éducation, Puf, coll. « Que sais je ? », 2011  (ISBN 9782130812289)
- avec Georges Felouzis et Christian Maroy, Les marchés scolaires. Sociologie d'une politique publique d'éducation, Puf, coll. « Éducation et société », 2013  (ISBN 9782130581154)[24]
- Les Politiques d’éducation, Puf, coll. « Que sais je ? », 2014  (ISBN 9782130632535)[25]
- « Les pratiques éducatives familiales des enseignants : des parents comme les autres ? », Revue française de pédagogie, 2018/2, no 203, p. 5 à 14, [lire en ligne]
- (dir.) Elites in Education, Londres, Routledge, 2018, 1 712 p.  (ISBN 9781138827219)